# Cadarena
Cadarena é um gênero de mariposa pertencente à família Crambidae.